# Santa Cruz (Kalifornija)
Santa Cruz je grad u američkoj saveznoj državi Kalifornija. Prema popisu stanovništva iz 2010. u njemu je živjelo 59.946 stanovnika.